# NGC 2040
| NGC 2040 / LH 88 / N59B                                 | NGC 2040 / LH 88 / N59B          |
| ------------------------------------------------------- | -------------------------------- |
| Aufnahme des Hubble-Weltraumteleskops von NGC 2040      |                                  |
| Aufnahme des Hubble-Weltraumteleskops                   |                                  |
| Beobachtungsdaten Äquinoktium: J2000.0, Epoche: J2000.0 |                                  |
| Sternbild                                               | Dorado                           |
| Rektaszension                                           | 05h 36,0m                        |
| Deklination                                             | −67° 35′ 0″                      |
| Physikalische Daten                                     |                                  |
| Zugehörigkeit                                           | Große Magellansche Wolke, LMC4   |
| Entfernung                                              | ca. 160 kLj                      |
| Geschichte                                              |                                  |
| Erste Beschreibung                                      | James Dunlop, 27. September 1826 |
| Weitere Bezeichnungen                                   |                                  |
| ESO 56-164, RX J0536.0-6735                             |                                  |

NGC 2040 (auch N59B) ist ein Nebel-Komplex, der mit einer OB-Assoziation (LH 88) in Verbindung steht, und liegt am Rande der Superblase LMC4 in der etwa 160 kLj entfernten Großen Magellanschen Wolke im Sternbild Dorado. Der Komplex besteht aus einem H-II-Gebiet im nördlichen Teil und dem Supernovaüberrest SNR 0536−676 im südlichen Teil, der eine fast sphärisch blasenförmige und von Filamenten geprägte Struktur bildet. Die Sternassoziation enthält mehrere massereiche junge Sterne. Das Objekt erscheint am Himmel als streifenförmig ungefähr in Nord-Süd-Richtung verlaufendes Gebilde und liegt unmittelbar östlich von N59A.